# 제2기 뤼티 내각
제2기 뤼티 내각(핀란드어: Rytin toinen hallitus 뤼틴 토이넨 할리투스[*])은 핀란드 공화국의 스물 두 번째 내각이다. 1940년 3월 27일부터 1941년 1월 4일까지 지속되었다. 다수여당내각이었다.
내각 지속기간 중에 공화국 대통령 퀴외스티 칼리오가 사망하여 총리 리스토 뤼티가 대통령직을 승계, 그 이후 총리직은 루돌프 발덴이 대행하였다.
| 직책                                                                     | 성명                      | 재임기간                        | 정당 | 정당          |
| ------------------------------------------------------------------------ | ------------------------- | ------------------------------- | ---- | ------------- |
| 총리 Pääministeri                                                        | 리스토 뤼티               | 1940년 3월 27일–1941년 1월 4일  |      | 국민진보당    |
| 부총리 Pääministerin sijainen                                            | 루돌프 발덴               | 1940년 12월 19일–1941년 1월 4일 |      | 무소속        |
| 외무장관 Ulkoasiainministeri                                             | 롤프 비팅                 | 1940년 3월 27일–1941년 1월 4일  |      | 스웨덴 인민당 |
| 법무장관 Oikeusministeri                                                 | 오스카리 레흐토넨         | 1940년 3월 27일–1941년 1월 4일  |      | 국민연합당    |
| 방위장관 Puolustusministeri                                              | 루돌프 발덴               | 1940년 3월 27일–1941년 1월 4일  |      | 무소속        |
| 내무장관 Sisäasiainministeri                                             | 에른스트 폰 보른          | 1940년 3월 27일–1941년 1월 4일  |      | 스웨덴 인민당 |
| 재무장관 Valtiovarainministeri                                           | 마우노 페칼라             | 1940년 3월 27일–1941년 1월 4일  |      | 사회민주당    |
| 재무부장관 Ministeri valtiovarainministeriössä                           | 유호 필풀라               | 1940년 3월 27일–1941년 1월 4일  |      | 스웨덴 인민당 |
| 교육장관 Opetusministeri                                                 | 안티 쿠코넨               | 1940년 3월 27일–1941년 1월 4일  |      | 농업동맹      |
| 농무장관 Maatalousministeri                                              | 안티 쿠코넨               | 1940년 3월 27일–1940년 8월 15일 |      | 농업동맹      |
| 농무장관 Maatalousministeri                                              | 빌랴미 칼리오코스키       | 1940년 8월 15일–1941년 1월 4일  |      | 농업동맹      |
| 농무장관보 Apulaismaatalousministeri                                     | 유호 코이비스토           | 1940년 3월 27일–1941년 1월 4일  |      | 농업동맹      |
| 운수공공장관 Kulkulaitosten ja yleisten töiden ministeri                 | 배이뇌 살로바라           | 1940년 3월 27일–1941년 1월 4일  |      | 사회민주당    |
| 운수공공부장관 Ministeri kulkulaitosten ja yleisten töiden ministeriössä | 칼에리크 에크홀름         | 1940년 3월 27일–1941년 1월 4일  |      | 무소속        |
| 상공장관 Kauppa- ja teollisuusministeri                                  | 배이뇌 코틸라이넨         | 1940년 3월 27일–1941년 1월 4일  |      | 무소속        |
| 상공장관 Kauppa- ja teollisuusministeri                                  | 토이보 살미오             | 1940년 3월 27일–1941년 1월 4일  |      | 사회민주당    |
| 사회장관 Sosiaaliministeri                                               | 카를아우구스트 파게르홀름 | 1940년 3월 27일–1941년 1월 4일  |      | 사회민주당    |
| 국민원조장관 Kansanhuoltoministeri                                       | 배이뇌 탄네르             | 1940년 3월 27일–1940년 9월 15일 |      | 사회민주당    |
| 국민원조장관 Kansanhuoltoministeri                                       | 배이뇌 코틸라이넨         | 1940년 9월 15일–1941년 1월 4일  |      | 사회민주당    |
| 국민원조부장관 Ministeri kansanhuoltoministeriössä                       | 토이보 살미오             | 1940년 3월 27일–1941년 1월 4일  |      | 사회민주당    |

| 전임 제1기 뤼티 내각 | 제22대 핀란드 공화국의 내각 1940년 3월 27일–1941년 1월 4일 | 후임 랑겔 내각 |